# (72635) 2001 FM34
(72635) 2001 FM34 – planetoida z pasa głównego asteroid okrążająca Słońce w ciągu 5,17 lat w średniej odległości 2,99 j.a. Odkryta 18 marca 2001 roku.